# Barra de doré
Una barra de doré es un lingote de una aleación semi-pura de oro y plata, usualmente producida junto a la mina de donde se extrajo el mineral del que se obtuvo la mezcla de los dos metales. Posteriormente, este material es transportado a una instalación de refinado, en donde pasará por un proceso de posterior purificación. 
Las proporciones de plata y oro pueden variar ampliamente. Las barras de doré usualmente pesan como mucho 25 kg.

## Códigos de industria asociadas
Según la Oficina del Censo de los Estados Unidos, la creación de barras de doré se realiza en establecimientos dedicados a la "Minería de oro" (Código NAICS 212221) o "Fundición primaria y refinación de metales no ferrosos (excepto cobre y aluminio)" (Código NAICS 331419).

## Origen del término
El término procede del francés y se refiere a "oro" o "dorado".